# Municipio de Washington (condado de Monroe, Indiana)
El municipio de Washington (en inglés: Washington Township) es un municipio ubicado en el condado de Monroe en el estado estadounidense de Indiana. En el año 2010 tenía una población de 2029 habitantes y una densidad poblacional de 22,88 personas por km².

## Geografía
Según la Oficina del Censo de los Estados Unidos, tiene una superficie total de 88.68 km², de la cual 88,64 km² corresponden a tierra firme y (0,04 %) 0,03 km² es agua.

## Demografía
Según el censo de 2010, había 2029 personas residiendo. La densidad de población era de 22,88 hab./km². De los 2029 habitantes, estaba compuesto por el 97,39 % blancos, el 0,39 % eran afroamericanos, el 0,15 % eran amerindios, el 0,64 % eran asiáticos, el 0,1 % eran de otras razas y el 1,33 % eran de una mezcla de razas. Del total de la población el 1,03 % eran hispanos o latinos de cualquier raza.